# Leonel Galeano
Leonel Ezequiel Galeano (Miramar, 2 agosto 1991) è un calciatore argentino, difensore del Cienciano.

## Carriera

### Club
Cresciuto nelle giovanili dell'Independiente, debutta in campionato il 21 agosto 2009 in  Independiente-Newell's Old Boys 0-1.
In poco tempo diviene punto fermo della difesa di Américo Gallego. Mette a segno il suo primo gol il 18 ottobre 2009 in un 1-1 con il Chacarita Juniors.

### Nazionale
Fa il suo esordio nella Nazionale del CT Maradona nell'amichevole del 10 febbraio 2010 vinta 2-1 contro la Giamaica.

## Statistiche

### Cronologia presenze e reti in nazionale
| Cronologia completa delle presenze e delle reti in nazionale ― Argentina | Cronologia completa delle presenze e delle reti in nazionale ― Argentina | Cronologia completa delle presenze e delle reti in nazionale ― Argentina | Cronologia completa delle presenze e delle reti in nazionale ― Argentina | Cronologia completa delle presenze e delle reti in nazionale ― Argentina | Cronologia completa delle presenze e delle reti in nazionale ― Argentina | Cronologia completa delle presenze e delle reti in nazionale ― Argentina | Cronologia completa delle presenze e delle reti in nazionale ― Argentina |
| Data                                                                     | Città                                                                    | In casa                                                                  | Risultato                                                                | Ospiti                                                                   | Competizione                                                             | Reti                                                                     | Note                                                                     |
| ------------------------------------------------------------------------ | ------------------------------------------------------------------------ | ------------------------------------------------------------------------ | ------------------------------------------------------------------------ | ------------------------------------------------------------------------ | ------------------------------------------------------------------------ | ------------------------------------------------------------------------ | ------------------------------------------------------------------------ |
| 10-2-2010                                                                | Buenos Aires                                                             | Argentina                                                                | 2 – 1                                                                    | Giamaica                                                                 | Amichevole                                                               | -                                                                        |                                                                          |
| Totale                                                                   |                                                                          | Presenze                                                                 | 1                                                                        |                                                                          | Reti                                                                     | 0                                                                        |                                                                          |